# Guillaume Senez
Guillaume Senez (nacido el 6 de julio de 1978) es un director de cine y guionista belga. Estudió en el Instituto Nacional de Radioelectricidad y Cinematografía (INRACI) en Bruselas y se graduó de allí. Hizo su debut cinematográfico en 2015 con 9 meses, que se estrenó en el Festival Internacional de Cine de Toronto.  La película recibió ocho nominaciones en los Premios Magritte y ganó tres, incluyendo Mejor primer largometraje.
Su próxima película, Nuestras batallas (2018), se proyectó en la sección de la Semana Internacional de la Crítica en el Festival de Cine de Cannes y se lanzó con gran éxito de crítica.En la novena edición de los Premios Magritte, ganó cinco premios (la mayoría para el evento), incluyendo Mejor Película y Mejor Director para Senez.